# Horacio Aguirre
Horacio Eleodoro Aguirre (Campo Quijano, Argentina, 3 de julio de 1938 - Campo Quijano, Salta, 25 de abril de 1992), músico y compositor, que hacia 1960, reemplaza a Alberto González Lobo en Los Cantores del Alba  con tan solo 22 años de edad. Virtuoso en la guitarra y con una vena muy creativa en la composición, su función en el grupo fue clave, era la segunda voz y la primera guitarra. 
Aguirre tenía una personalidad increíble para ejecutar la guitarra y una capacidad creadora de primera, hizo dupla con poetas salteños de la talla de Hugo Alarcón, Tedi Fleytas, José Ríos y Lalo Landa entre otros, él decía que tenía la escuela de Gil (Trío Los Panchos) para tocar la guitarra, preparaba los temas, luego lo presentaba al conjunto para realizar los arreglos. Tenía el oficio de carpintero.
En 1965 con el ingreso de Santiago Gregorio Escobar por Tomás Tutú Campos, Horacio Aguirre con Javier Pantaleón empezaron a componer temas como Chaya Borracha o Contrapuntos en Bagualas y luego se destacaría en Valses y Serenatas y poniéndole música a canciones como Serenata Otoñal con José Gallardo, El que Toca Nunca Baila con Hugo Alarcón o Soñadora del Carnaval con Alberto Agesta.
Horacio Aguirre es su nombre
guitarrero y querendon
En cada copla que canta
Le florece el corazón
Horacio Aguirre, junto con Tomás Tutú Campos, Gilberto Vaca y Hugo Cabana Flores, fueron declarados "Patrimonio Salteño" por la Comuna capitalina en el año 1982. 
Fallece el 25 de abril de 1992 a causa de un cáncer de pulmón en Campo Quijano, Salta. Cuando falleció aún integraba el conjunto, al igual situación que Tomás Tutú Campos, Gilberto Vaca y Javier Pantaleón.
Es considerado como uno de los mejores guitarristas folclóricos de la historia Argentina.